# Квінт Педій Публікола
Квінт Педій Публікола (*Quintus Pedius Publicola, прибл. 71 до н. е. —після 35 до н. е.) — політичний діяч, адвокат часів занепаду Римської республіки.

## Життєпис
Походив з роду нобілів Педіїв. Син Квінта Педія Бальба, консула-суфекта 43 року до н. е., і Валерії, доньки Марка Валерія Мессали Руфа. Від матері отримав прізвисько публікола, яке було у роду Валеріїв.
У 41 році до н. е. обіймав посаду міського квестора. Під час своєї каденції реставрував храм Юнони Луціни на Есквіліні. Був відомим адвокатом свого часу. У 35 році до н. е. згадується Горацієм як блискучий красномовець. Про подальшу діяльність немає відомостей.

## Родина
- Квінт Педій, художник (народився німим)